# Florian Munteanu
Florian Munteanu (n. 13 octombrie 1990, Würzburg, Germania) este un actor și boxer român din Germania, cunoscut la nivelul mondial pentru rolul lui Viktor Drago din filmul Creed II.Deși s-a născut, a crescut și locuiește în mare parte in Germania, acesta mereu s-a declarat român, vorbind fluent limba română.

## Florian Munteanu joaca un personaj istoric: George Maniakes, general al Imparatului Bizantin, in serialul  “Vikings: Valhalla”
1. ↑   https://archive.today/QrobK Lipsește sau este vid: |title= (ajutor)
2. ↑  „Florian Munteanu”. IMDb.
3. ↑  „Povestea incredibilă a actorului român Florian Munteanu, care a jucat cu Sylvester Stallone. Ce zic părinții lui”. Click mobile.
4. ↑  „Gest exemplar fata de Romania! Cum a aparut Florian Munteanu in fata fotografilor la premiera "Creed 2"”. www.filmnow.ro.